# Jonang
O Jonang (em tibetano: ཇོ་ནང་) é uma das escolas do budismo tibetano. Suas origens no Tibete podem ser atribuídas ao mestre Yumo Mikyo Dorje, do início do século XII, mas se tornou muito mais conhecido com a ajuda de Dolpopa Sherab Gyaltsen, um monge originalmente formado na escola Sakya. Pensa-se que a escola Jonang foi extinta no final do século XVII pelo 5.º Dalai Lama, que anexou à força os gompas Jonang (mosteiros ao estilo tibetano) à sua escola Gelug, declarando-os heréticos.
Os Jonang restabeleceram seu centro religioso-político nas áreas de Golok, Nakhi e Mongol de Kham e Amdo com o assento da escola (em tibetano: gdan sa) em Dzamtang Tsangwa (em tibetano: ཛམ་ཐང་གཙང་བ།) dzong e continuaram praticando ininterruptamente até hoje. Estima-se que 5 000 monges e monjas da tradição Jonang praticam hoje nessas áreas e nos limites da influência histórica de Gelug. No entanto, seus ensinamentos foram limitados a essas regiões até o movimento Rimê do século XIX encorajar o estudo de escolas de pensamento e práticas não Gelug.

## História
O monge Künpang Tukjé Tsöndrü (em tibetano: kun spangs thugs rje brtson 'grus, 1243-1313) estabeleceu um kumbum ou stupa-vihara no vale de Jomonang, cerca de 16  km a noroeste do mosteiro de Tashilhunpo em Ü-Tsang (moderno Shigatse). A tradição Jonang recebeu esse nome desse mosteiro, que foi significativamente expandido por Dolpopa Sherab Gyaltsen (1292–1361).
A tradição Jonang combina dois ensinamentos específicos, o que ficou conhecido como a filosofia shentong de śūnyatā e a linhagem Dro do Kalachakra Tantra. A origem dessa combinação no Tibete é atribuída ao mestre Yumo Mikyo Dorje, um aluno do século XI/XII do mestre da Caxemira Somanatha.
Após vários séculos de independência, no entanto, no final do século XVII, a ordem Jonang e seus ensinamentos foram atacados pelo 5.º Dalai Lama, que converteu a maioria de seus mosteiros no Tibete à ordem Gelug, embora vários tenham sobrevivido em segredo. A ordem permaneceu no poder em partes de Kham e Amdo centralizadas no mosteiro de Dzamthang.
A escola Jonang gerou vários estudiosos budistas de renome, como Dolpopa Sherab Gyaltsen, mas o mais famoso foi Taranatha (1575–1634), que colocou grande ênfase no Tanacha Kalachakra.
Depois que os mosteiros e praticantes de Jonang nas regiões controladas por Gelug foram convertidos à força, os ensinamentos de Jonang Kalachakra foram absorvidos pela escola de Gelug. A influência de Taranatha no pensamento Gelug continua até hoje nos ensinamentos do atual 14.º Dalai Lama, que promove ativamente a iniciação no Kalachakra.